# 哈氏副尼麗魚
哈氏副尼麗魚，為輻鰭魚綱鱸形目隆頭魚亞目慈鯛科的其中一種，被IUCN列為易危保育類動物，分布於墨西哥Grijalva河流域，體長可達13.1公分，棲息在湖泊及溪流，以有機碎屑、無脊椎動物及植物等為食，可作為觀賞魚。

## 擴展閱讀
維基物種上的相關：哈氏副尼麗魚